# Andorra durant la Guerra contra el Terrorisme
La guerra contra el terrorisme va tenir un efecte dòmino a bona parts dels països de tot el món. Andorra no va ser objecte de cap atemptats, però sí que en va viure els efectes més sociopolítics. Socialment les imatges de la guerra, dels atemptats o dels milers de persones que fugien de la guerra van colpir la població. També es va poder notar el creixement d'un cert replegament amb l'augment del feixisme a Europa. Malgrat tot, les conseqüències més visibles i palpables va ser el qüestionament del paradís fiscal per part de França, entre altres organismes i països d'Europa, principalment.

## Historiografia
Les conseqüències derivades de la guerra contra el terrorisme a Andorra mai s'havien explotat a Andorra com a element historiable fins que l'any 2019, un únic autor, estudiant a l'època d'humanitats, s'hi interessà. És en Rubí Ariel Rocha Simões que proposa una obra, amb algunes fe d'errates, però, en quant als segles xx i xxi, un treball força seriós.
- Rubí Ariel Rocha Simões (2019) Els Anys (No Tant) Daurats. Editorial Círculo Rojo

El fet que Andorra mai s'haja interessat per les conseqüències sobre el seu territori de guerres de caràcter mundial com la guerra contra el terrorisme, la primera i segona guerres mundials, etc, fa que després d'acabades i amb uns quants anys d'espai, els historiadors de les noves generacions es trobin amb buits considerables que no els permeten saber gran cosa sobre la situació andorrana d'aleshores. Per això mateix, l'escrit d'en Rubí Ariel Rocha Simões constitueix quelcom de valor. Si més no, aquesta devia de ser la seva intenció.

## Conseqüències socials

### WikiLeaks i Andorra
L'atemptat de l’11 de setembre del 2001 va tenir repercussions importants per al món sencer. Segons un article del Diari d’Andorra “l’opinió pública no tindrà proves de la culpabilitat d’Ossama Bin Laden, ni veurà imatges d’un sol cadàver, ni podrà saber si l'explosió al Pentàgon va ser d’un avió o d’una bomba […] en patiran les conseqüències els drets humans […] llibertat d’expressió […] en benefici de la seguretat”. Efectivament la llibertat d’expressió va veure’s afectada a tot arreu. Les revelacions fetes per Julian Assange i Eward Snowden evidencien aquest fet. Andorra també va veure com es retallava la llibertat d'expressió malgrat que els casos que es troben al país no tinguin relació amb els atemptats. Tanmateix, WikiLeaks apuntava el país com a destinació de “moviments de bitllets falsos”. Andorra era, segons el lloc web, una de les “principals àrees” del sud d’Europa per a aquesta pràctica. Els informes destapats consten d’un govern andorrà passiu davant del crim organitzat. El portal web de Julian Assange va assegurar que Albert Pintat havia abandonat la idea de presentar-se a les eleccions arran de la pressió diplomàtica francesa exercida a Andorra arran de la lluita contra els paradisos fiscals.

### Mostres d’afecte
A cada atemptat que tingués com a objectiu Europa hi va haver mostres de condol i condemna a Andorra. El país va estar, per exemple, dos dies de dol, concentrant gent al carrer amb la presència d'institucions i empreses per condemnar l’atemptat de l’11-S. La Casa de la Vall va haver de sotmetre’s a control policial. El país, així com la resta del món, va veure amb ulls perplexos com els dos avions xocaven contra les Torres Bessones. Els vols aeris i els viatges cap a l'estranger van veure’s pertorbats a Andorra. A Europa es va començar a registrar els mòbils de targetes de prepagament perquè havien estat utilitzades pels terroristes per perpetrar l’atac. Andorra Telecom també va haver de demanar als clients que anessin apropant-se a les oficines per tal de registrar-los.
La ciutadania andorrana va manifestar-se als carrers en contra de la guerra a l’Iraq i els diplomàtics van votar-hi també en contra a l’ONU. Els atemptats a Barajas (Madrid) el 2005, al satíric Charlie Hebdo (París) l’any 2015, a les Rambles de Barcelona i Cambrils (2017) van colpir profundament la societat andorrana. Representants de la comunitat musulmana d’Andorra van haver de sortir múltiples vegades a la premsa, com de fet també va passar a la resta del planeta, per condemnar les accions. El seu president a Andorra, Salih Salhi, considerava que Andorra no era racista i que hi havia respecte de cara a les altres religions i nacionalitats, remarcant que “l’islam no és violència ni terrorisme”. Es van retre homenatges al setmanari francès, com la d’El saló del Còmic de la Massana, o l'encesa de la Casa de la Vall amb els colors de la bandera francesa. Es van reforçar els controls a la frontera catalano-andorrana i el govern va oferir protecció als musulmans per possibles atacs de racisme.
La policia andorrana va descartar que hi hagués possibilitats d’un atemptat a Andorra, tot informant que havia pres ja contacte anteriorment amb la comunitat musulmana a fi de controlar-ne els imams. No es registren atemptats al país, però sí en canvi episodis d’alarma a la premsa andorrana. Per exemple, la troballa d’un artefacte detonat a l’interior d’un vehicle aparcat davant del supermercat E-Leclerc al gener del 2015 o l’aparició d’un paquet tòxic als Correus Francesos l'endemà dels atemptats de París al local del Bataclan. Hi ha també notícies que informen que la policia vigilava un resident andorrà adoctrinat per Daeix, que l'ambaixador andorrà a l'ONU va assistir l'any 2016 a la Conferència de Ginebra sobre la prevenció de l'extremisme violent o que l'un dels terroristes de l'atemptat del Bataclan, Ayoub El Kahzzani, havia passat per Andorra. Els Informatius d'Andorra Televisió també van fer un seguiment de les notícies internacionals que arribaven de la Guerra de l'Iraq, mentre que el govern andorrà ajudava econòmicament el Iemen en greu crisi alimentària per la guerra civil.
D’altra banda, al començament de la Guerra de Síria, el copríncep episcopal va fer una crida a acollir a Andorra refugiats sirians. El partit socialdemòcrata andorrà va condemnar l’actitud de la Unió Europea davant la gestió de l'entrada dels refugiats de guerra sirians, concretament per les mesures de deportació consensuades amb Turquia. ONG del país van fer campanyes de recol·lecta de fons per ajudar els refugiats, mentre que ciutadans joves del país es queixaven de la manca de compromís de les autoritats andorranes que s'havien comprès, sense complir, a acollir refugiats.

### Creixement de l'extrema dreta

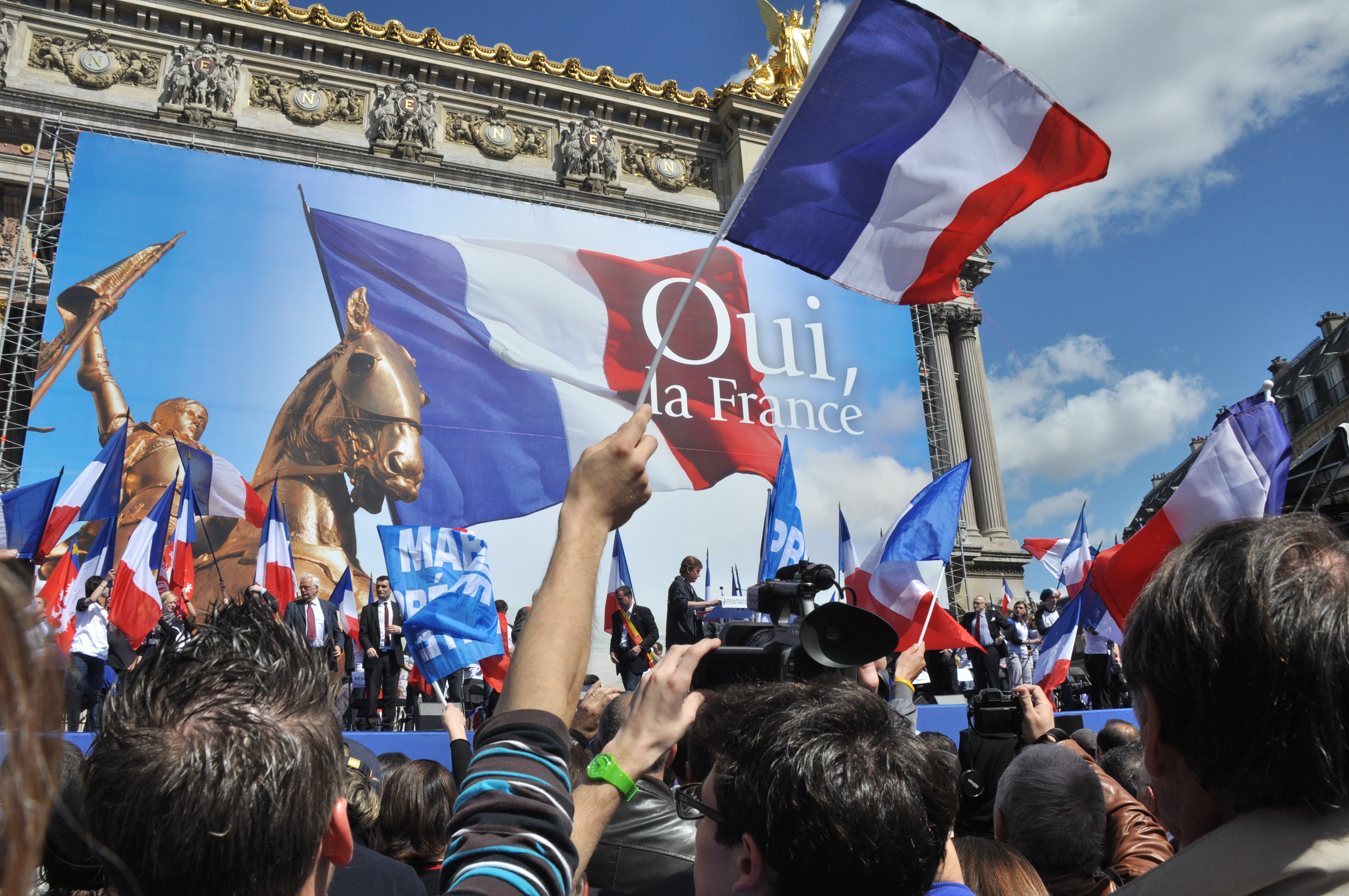
Meeting del Front National a França l'1 de maig del 2012

Degut als atemptats de l'islamofeixisme a Europa –fent créixer la crispació i la sensació d'inestabilitat i inseguretat a Occident, principalment a França on la comunitat musulmana era més important i on les cremades a cotxes ja eren freqüents– es va anar estenent a poc a poc un sentiment d'islamofòbia, antisemitisme i antimmigració al continent europeu. Partits xenòfobs com la Lliga Nord (Itàlia), PEGIDA (Alemanya), Alba Daurada (Grècia), PxC (Catalunya) o Front National (França) van aprofitar-se de la situació per llançar un missatge d'intolerància cap a la immigració. La població, víctima de la crisi del 2008 i de la inacció governamental vers l’islam radical, va impregnar-se fàcilment de partits d’extrema dreta, fent que batessin rècords a les eleccions. Són molt de destacar les paraules del síndic general, Vicenç Mateu, pronunciades a l’ONU per la 4a Conferència Mundial de Presidents de Parlament. Concretament alertava dels perills d’un possible gir cap al totalitarisme a Europa, tot remarcant que els drets humans i principis democràtics encara no s'havien assolit.

#### Els informes
El Consell d’Europa va elaborar informes en què es denunciava racisme ambient a Andorra. Apuntaven que hi havia estereotips alarmants cap a la comunitat portuguesa, denunciaven un cert favoritisme a segons quines nacionalitats i insistien en el fet que Andorra havia d’atorgar amb més facilitat d’accés a la nacionalitat, a més d’estimar que no es treballava prou en la integració dels nouvinguts. No debades, és necessari matisar que el problema de la integració no era inhabitual al país. La llista de greuges sobre la situació dels immigrants venia de molt més temps enllà, però potser es va veure més agreujat per la crisi de les Subprimes i per l’alarmisme creat pel terrorisme.

#### La política
L'estreta relació que va mantenir la cònsol d’Andorra la Vella, Rosa Ferrer, amb Marine Le Pen i el seu marit i secretari del partit, el tolosí Louis Aliot són il·lustratius de la situació viscuda a l’època. L’any 2011 la premsa andorrana publicava que Marine Le Pen feia una visita que es volia “discreta” a la cònsol. El Comú la va obsequiar amb dos llibres d'il·lustracions fotogràfiques i texts relatius a la cuina andorrana tradicional. Cap mitjà es va atrevir, segurament, a preguntar sobre els motius reals d’aquesta visita perquè les notícies existents es limiten a breus. Jaume Bartumeu (excap de govern) va ser l’únic polític a condemnar la visita, qualificant-la de llastimosa i d’una vergonya. Antoni Martí, en canvi, no devia opinar exactament el mateix atès que a les eleccions del 2015, és a dir, quatre anys després de la visita de Le Pen, va pactar una coalició amb el partit de la cònsol d’Andorra la Vella. Sobta que el Front National defensés amb vehemència els andorrans pel suposat atac a la seva sobirania en relació al cas Pujol, i segons es pot llegir en articles de premsa, un petit sector del partit Unió Laurediana (contrari a facilitar l’accés a la nacionalitat) projectava un Front National a l’andorrana per les eleccions del 2015. El mateix partit amb el qual va negociar Demòcrates per Andorra, partit del cap de govern Antoni Martí, per les eleccions anteriors. Per acabar, s'ha d’esmentar les eleccions presidencials i europees franceses a Andorra atès que Marine Le Pen va ser votada àmpliament pels residents francesos. Jean Pujol, conseller de l’Assemblea de Residents Francesos a l’Estranger, va arribar a qualificar d'incomprensible aquest vot.

#### Fets determinants
Tot plegat va fer que, per exemple, creixés l'antisemitisme a Europa i a França, concretament, van ser un bon nombre d'israelians els qui es plantejaven marxar a Israel. De casos antisemites també se’n van donar a Andorra. L’any 2014 sortia publicat a la premsa que un jove andorrà havia estat apallissat en un local d’oci nocturn de la Massana perquè era jueu. El seu pare va declarar a la premsa que les reiterades al·lusions a Hitler i a les “coses bones” que segons els agressors hauria fet, no deixaven dubte que es tractava d’una pallissa per motius racials i xenòfobs. La policia no va confirmar aquestes declaracions. Però l’associació espanyola Moviment contra la Intolerància va vincular els agressors a moviments neonazis relacionats amb clubs de futbol de Madrid. El partit Verds d’Andorra, l’Associació Cultural Israelita de les Valls d’Andorra i altres personatges públics van condemnar l’agressió. L'agressió va tenir força repercussió a Israel.
També es pot esmentar l'acord de la cadena COPE per part de Premsa Andorrana SA dintre del capítol extrema dreta. Durant la crisi de les Subprimes, el grup Premsa Andorrana SA, propietària d’AD Ràdio i del Diari d’Andorra, va decidir passar un contracte amb la cadena catòlica espanyola COPE. Així, la programació d’AD Ràdio va ser substituïda per la de la COPE que habitualment era notícia a Espanya per la seva estreta relació amb l'extrema dreta i catalanofòbia.

#### Populisme
És probable que hi hagués populisme a la política andorrana. Segons opinions consultades per la periodista Lorena Tortosa, autora de la publicació Andorra del porta a porta al 2.0, “Martí no és un liberal en sentit estricte sinó un populista que es mostra moderat i prudent davant les reformes esbossades en un programa electoral suficientment ambigu com per seduir a una majoria àmplia de l'electorat andorrà”. El PS andorrà va ser acusat també de “populisme barat, que es mouen per interessos personals, amb una evident falta de capacitat tècnica per trobar solucions als problemes d’Andorra”, d'igual manera que Eusebi Nomen, líder d'Andorra pel Canvi.

#### Festival de Música de Canòlich
A Europa de manera generalitzada la situació va provocar un rebuig molt gran envers les religions i l'efecte totalment oposat, o sigui, la reivindicació del fet religiós. Aquesta darrera actitud es pot apreciar en el Festival de Música de Canòlich. A Andorra es va tenir la idea de muntar un festival anual de música rock per a públic únicament cristià. El CMF va tenir força bona acollida. Se celebrava a Sant Julià de Lòria i aplegava joves catòlics d’arreu. Estava organitzat pel rector de Sant Julià de Lòria que reivindicava l’interès de la joventut en la fe. En l'edició del 2014 la premsa andorrana va tenir l’ocasió d’entrevistar-hi el públic, entre els quals un jove de 18 anys que deia: “hi ha una por entre els joves a l’hora d’expressar les creences religioses. L’Estat ens ha inculcat aquesta por, perquè en ser un sistema laic, intenten mantenir la religió al marge”.

#### L’afer de l’ambaixador Kebadouche
L'escàndol Zaïr Kedadouche es compta com un de més per entendre la situació viscuda a França. L’any 2012 l’ambaixador francès a Andorra va denunciar l’Elisi, és a dir, el govern francès, per racisme. Segons Kedadouche el primer conseller de l’ambaixada, Gérard Grall, el discriminava i menyspreava perquè tenia orígens magrebins. Segons que informa el Diari d’Andorra Kedadouche era l'antítesi de Grall. Exjugador professional de futbol i polític endurit en els suburbis parisencs, Kedadouche no tenia res a veure amb el seu conseller, funcionari de carrera amb un seguiment del reglament gairebé marcial. Kedadouche anava fins a denunciar tracte inhumà envers la seva persona. Tenint un problema cabdal amb la immigració magrebina i una pujada de l'extrema dreta a França, es pot imaginar l'efecte bomba de la notícia a cal copríncep.

### La unitat policial contra el terrorisme
Arran dels atemptats a Barcelona del 2017, el cap de Govern, Antoni Martí, va plantejar a les diferents forces polítiques del país de crear una unitat policial específica per combatre el terrorisme. Segons Antoni Martí feien falta més efectius tot i que el cos estava fent, al seu parer, “una gran feina i la seguretat està garantida”. El cap de l'executiu andorrà, en aquest context, va voler remarcar la proximitat dels andorrans amb les dues ciutats catalanes colpejades pels atacs islamistes i va afirmar que es reuniria amb les cònsols d’Andorra la Vella, Conxita Marsol, i Escaldes-Engordany, Trini Marín, per assegurar encara més els principals llocs d’atracció i confluència turística “sense condicionar la lliure circulació”. Tanmateix, l'oposició va rebutjar el pacte del cap de Govern, considerant-lo una mostra d'oportunisme per part de Demòcrates per Andorra. L'oposició va recordar que es tractava d’una qüestió “purament executiva” que un Govern amb majoria parlamentària pot tirar endavant si ho considera necessari i va retreure al govern d'haver reduït la plantilla de policies en un 50%. El diari digital Altaveudigital va assegurar, en aquest sentit, que el govern d'Antoni Martí ja havia crear formalment un grup que s'encarregava de recollir informació relacionada amb moviments terroristes. El grup hauria estat creat després que s'informés de la presència a Andorra d'un jove en procés de radicalització. La presència d'aquest jove va posar en evidència la tibantor amb què s'intercanviaven dades els cossos de policia català i espanyol. El diari assegura que la policia andorrana feia seguiment de persones i activitats vinculades a comportaments o maneres de fer radicals, especialment de la comunitat musulmana andorrana. Segons les fonts consultades pel diari, el cos de policia andorrà va rebre l'avís per part del cos de policia espanyol de la possible entrada en territori andorrà d'un jihadista que hauria intentat, sense èxit, atemptar en un comboi del tren que circula entre Amsterdam i París.
D'altra banda, el govern andorrà va signar diferents tractats de cooperació entre països afí d'ajuda en la lluita contra el terrorisme, a més de tractats de control d'armament, no sempre ratificats i, per tant, no sempre en vigor:
- Tractat sobre la no proliferació de les armes nuclears
- Conveni sobre la protecció física de les matèries nuclears
- Conveni sobre la prohibició d'explosius plàstics per a la seva detecció
- Tractat sobre la prohibició completa dels assaigs nuclears
- Conveni per la repressió de l'apoderament il·lícit d'aeronaus
- Conveni per la repressió d'actes il·lícits contra la seguretat de l'aviació civil
- Conveni internacional per la repressió dels atemptats terroristes amb explosius

## Conseqüències econòmiques
L’atemptat de l’11-S va tenir altres efectes molts més profunds per al país i que s'allunyen completament d’aquest escenari de commoció social que s'acaba de descriure. L’atemptat va fer que els EUA es preocupessin de cop i volta pels paradisos fiscals. Eren fins l’11-S centres opacs dels quals no se’n podia saber res. Hi passava diner provinent de dictadures o de l’islam radical. Minvaven, endemés, l'economia capitalista. Estava en joc la competència fiscal, l'econòmica, el blanqueig de diner d’organitzacions criminals i l'estabilitat del sistema financer internacional. És per tal de combatre el terrorisme que grans potències occidentals, com ara França, van decidir que havia arribat l’hora de desfer-se’n. Andorra com n’era un va caure en una crisi diplomàtica gravíssima que s'alimentà, a més, de la crisi de les Subprimes. L’OCDE va estar-se des del primer moment amb l’ull posat sobre Andorra. El ministre d’Afers Exteriors del govern Forné, Juli Minoves, va sortir a la premsa poc després de l’11-S a esvair dubtes sobre el finançament del terrorisme al país, sense imaginar-se, ni ell, ni el país, de les conseqüències que això portaria. En un principi les autoritats andorranes van aconseguir evitar el risc que, després de l’11 de setembre, quan la comunitat internacional va considerar prioritària la lluita contra les fonts de finançament dels grups terroristes, Andorra fos assenyalat com un punt a vigilar especialment. La successió del bisbe i copríncep d'Andorra va generar preocupació a causa del manteniment de l'statu quo andorrà davant d'aquest escenari. Era important resoldre el possible buit de poder al bisbat d'Urgell. Les gestions del govern andorrà van aconseguir que, en un gest insòlit, el Vaticà nomenés Joan-Enric Vives nou bisbe coadjutor d'Urgell amb dret a successió del bisbe i copríncep d’Andorra, Joan Martí Alanis. L’OCDE, però, no va trigar a donar 100 dies a Andorra per deixar de ser un paradís fiscal. Ara bé, el cop més important vingué del copríncep Nicolas Sarkozy.

## La religió a Andorra

### Fe i tradició catòliques
El final de la Segona Guerra Mundial pot ser pres com a punt de partida d’una realitat diferent per Andorra quant a la religió. En efecte, Andorra ha estat durant molts segles un territori de tradició pràcticament o gairebé únicament catòlica. Hi té molt a veure el fet que l’un dels seus prínceps és representant de l’Església catòlica, el bisbe de la Seu d'Urgell. L’art del país n’és una bona mostra. El patrimoni romànic abunda i les pintures o altres formes d’arts anteriors al segle XX són estrictament catòliques. De fet, la divisió administrativa del país es fa amb parròquies, l’una de les festes nacionals és religiosa (diada de Meritxell) i els carrers o edificis molts cops porten topònims amb consonància cristina. Tanmateix, vers la meitat del segle XX aquest paradigma comença a canviar i la religió catòlica deixa del tenir el mateix pes que tenia d’antuvi.

### Pràctiques religioses de l’Andorra del segleXXI
En la recerca d'informació per tal d’elaborar aquest article no s'ha trobar dades que permetin numerar les conviccions religioses d’Andorra a principis de segle XXI. S'ha optat, així doncs, per una simplificació que no atén totalment a la realitat, però a falta de tenir dades concretes hom pot intentar dilucidar algun percentatge mitjançant la nacionalitat dels habitants.
| Nacionalitat                                                    | 2000   | 2005   | 2010   | Confessió  |  |
| marroquina                                                      | 496    | 504    | 508    | musulmana  |  |
| suïssa, britànica, alemanya, nord-americana, holandesa i danesa | 1.851  | 1.953  | 2.076  | protestant |  |
| andorrana, francesa, espanyola, portuguesa, catalana, basca     | 61.478 | 72.696 | 77.837 | catòlica   |  |
| índia                                                           | 114    | 133    | 103    | hinduista  |  |

Nota: Els resultats obtinguts no són complets, la llista de nacionalitats és més llarga, però es proposa una taula aproximativa (informació extreta del Departament d'Estadístiques d'Andorra).
Segons articles de periòdics dels 1990, a Andorra hi havia uns 400 musulmans, sense gaires recursos econòmics. Cap al 2015 La Vanguardia apuntava que hi havia uns 1.000 musulmans, mentre que el 2009 el Departament d'Estat dels EUA registra uns 2.000 musulmans. Existeixen notícies relacionades amb la presència d’una comunitat jueva a Andorra, però tampoc amb xifres concretes.

### Percepció del fet religiós a Andorra
Segons l'estudi del CRES i publicat al número 10 de la revista Ciutadans (2013), el 30 % de la població andorrana considerava que el fet religiós i ideològic és bastant o molt important, mentre que el 70 % deia que era poc o gens important. Es pot llegir també que la gent se sent en un 48 % religiosa, mentre que el 37,5 % se sent “no religiosa” i el 14,2 % “atea convençuda”. Llevat de la cristiana catòlica cap comunitat tenia a Andorra l'any 2013 un centre de culte expressament dissenyat. L'estudi del CRES apuntava que la població andorrana es considera receptiva a rebre informació relacionada amb religions menys conegudes o minoritàries.
Paral·lelament, i pel que fa a la presència de sectes, es pot evocar la constitució de l’Associació de Testimonis de Jehovà d’Andorra la Vella que devia operar, segurament, per tot el país. Aquesta associació en concret seria una branca de l’associació espanyola i defensava precisament els “interessos del col·lectiu religiós de persones cristianes conegudes a Espanya com a Testimonis de Jehovà”.
El govern d’Andorra no interferia en el dret de l’individu al culte, en els missioners estrangers que operaven a Andorra, en el proselitisme, ni hi havia límits a la conversió. Però el país tenia un índex del 5,7 (sobre 10) pel que fa al favoritisme governamental cap a la religió.

### La laïcitat de l’Estat andorrà

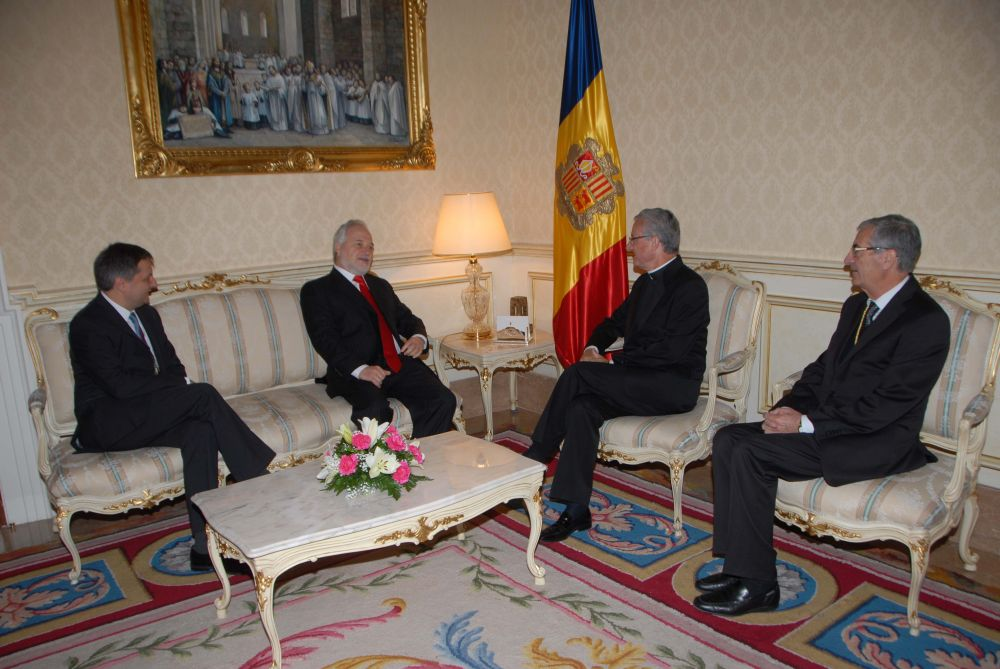
L'ambaixador del Perú a Andorra presentant les seves credencials davant del Bisbe de la Seu d'Urgell i copríncep d'Andorra.

La Constitució andorrana diu clarament que “Andorra és un Estat independent, de Dret, Democràtic i Social” (article 1) i sota aquesta base es considera que “totes les persones són iguals davant la llei. Ningú pot ésser discriminat per raó de naixement, raça, sexe, origen, religió, opinió o qualsevol altra condició personal o social” (article 6). Ara bé, encara que “la Constitució garanteix la llibertat ideològica, religiosa i de culte” (article 11), atorga un lloc privilegiat i únic a l’Església Catòlica: “la Constitució garanteix a l’Església Catòlica l'exercici lliure i públic de les seves activitats i el manteniment de les relacions de col·laboració especial amb l’Estat d’acord amb la tradició andorrana” (article 11) donant-li caràcter de “personalitat jurídica d’acord amb les seves pròpies normes” (article 11), a més de promoure que “els pares tenen dret a una educació moral o religiosa per als fills d’acord amb les seves conviccions pròpies” (article 22).
Evocant la Constitució es posa ràpidament de manifest la influència que exerceix l'Església Catòlica a Andorra. De fet, Reporters sense Fronteres ja varen denunciar l'any 2015 que al país hi ha “falta d'independència dels mitjans de comunicació enfront dels poders econòmic, polític i religiós”. Els mateixos estudis del CRES certifiquen aquestes afirmacions. Segons la revista Ciutadans del CRES (núm. 10), l’índex de favoritisme religiós havia anat augmentant de 3 punts respecte a anys anteriors (5,7 al 2003 per 7 al 2008). Diu clarament que a Andorra “una religió [la Catòlica] té privilegis o l’accés del govern no està disponible per a altres religions”. Per exemple, la comunitat musulmana andorrana havia demanat al govern andorrà reiterades vegades que l’ajudés a construir una mesquita, però la resposta sempre va ser negativa. La comunitat jueva, musulmana i hahá’í també demanaven la construcció d’un cementiri no cristià, que mai va arribar.
Així, l'església Catòlica estaria subvencionada pel govern. En concret, Andorra pagaria salaris, subsidis i finançaria escoles religioses catòliques. El propi CRES indica que el finançament del govern del sector religiós és desequilibrat atès que les subvencions estan destinades exclusivament a l’Església Catòlica. Aquest fet havia estat denunciat pels sindicats del país. Vet aquí el manifest del 14 de març del 2015: “ens alarma que una celebració de tots [dia de la Constitució], un sector de la població es vegi obligat a treballar, i en altra festa nacional [dia de Meritxell] religiosa, tots hagin de fer festa. És intolerable que una minoria religiosa [la catòlica] imposi la seva llei a altres minories religioses [com la musulmana], o als agnòstics, laics i ateus”.
Existeixen altres exemples. L’any 2008 el cap de govern Albert Pintat decidia signar un Condordat amb el papat. També és força reveladora l’opinió d’un corresponsal del diari espanyol d’El País a París quan va escriure en un article d’opinió l’any 2014 que Andorra és un “estat de ciutadans beats i caritatius però que no paguen impostos“. Paraules que van crear polèmica i arran de les quals el periodista va haver d’esborrar l’article en qüestió. Per acabar, els càrrecs públics han de jurar a inici de legislatura davant d'una creu catòlica.